# Ochlerotatus rempeli
Ochlerotatus rempeli is een muggensoort uit de familie van de steekmuggen (Culicidae). De wetenschappelijke naam van de soort is voor het eerst geldig gepubliceerd in 1954 door Vockeroth.